# Feria de Quito «Jesús del Gran Poder»
La Feria de Quito Jesús del Gran Poder fue una de las ferias taurinas más importantes de América. Se celebró hasta 2011, desde los últimos días de noviembre hasta la primera semana del siguiente mes, coincidiendo así con las festividades por la fundación de la ciudad de San Francisco de Quito, capital de Ecuador. Hasta el año 2011 se realizó en la Plaza de toros de Quito. En el año 2012 no se efectuó, en el año 2013 se intentó realizar en la Parroquia de Tambillo, en las afueras de Quito, en la Plaza Portátil denominada "San Francisco de Quito", pero fue suspendida por falta de público.
El máximo trofeo que se disputaba en la Feria fue la estatuilla del Jesús del Gran Poder, la cual es una réplica de Jesús cargando la cruz, que fue tomada como imagen con permiso de los padres Franciscanos del convento de la iglesia de San Francisco (Quito), en pleno centro colonial. Asimismo, los novilleros se disputan el trofeo Virgen de Quito.

## Historia
Creada gracias a la labor de Manolo Cadena Torres, matador de toros ecuatoriano, inicia con la inauguración de la Plaza de Toros Quito con una de las más grandes figuras del toreo mundial, Luis Miguel Dominguín el 5 de marzo de 1960.
En sus primeras ediciones el ganado era ecuatoriano, con ganaderías como la de Santa Mónica, ya desaparecida. Con el paso de los años, la feria fue adquiriendo importancia, y muchas grandes figuras acudieron a ella. Además de la mejora de las ganaderías ecuatorianas, también se importaban encierros, como el de la ganadería española Miura.
Las ganaderías ecuatorianas llegaron a ser de pura casta española, imponiéndose en encaste Domecq, Baltasar Ibán o Santa Coloma, considerándose éstas como los pilares de la feria.
La feria contó con figuras que se consagraron primero como novilleros en Quito, como El Juli, que en su presentación como coleta del escalafón menor indultó un novillo de Santa Rosa encaste , Baltasar Ibán.
La feria alcanzó gran importancia internacional, contando con los matadores y novilleros que se encuentran en los primeros lugares del escalafón, ya que la ordenanza municipal no permite que actúen diestros que no figuren entre los 15 primeros lugares del escalafón.
En el año 2012 la feria no llegó a efectuarse lo que afectó la imagen internacional, varias figuras del toreo manifestaron que no tenían interés de actuar en dicha feria si su actuación iba a ser limitada en cuanto a la muerte del toro en la plaza.
En el año 2013 una nueva empresa Condotrust decidió retomar el tema y presentar la Feria en una localidad cercana a Quito, donde pudo presentarse la misma con los tercios completos. Esto permitió de nuevo que figuras internacionales regresen al evento. Esta feria fue suspendida por falta de público.

### Referéndum (2011)
Mediante el referéndum del 7 de mayo de 2011 la feria podía ser suspendida o trasladada dependiendo de los resultados. Sin embargo con la ley reformatoria a la ordenanza taurina del 15 de septiembre de 2011, solamente en la ciudad de Quito, la muerte del toro no será en el ruedo en presencia del público, pero eso si el animal será finalmente sacrificado en los chiqueros de la plaza o si el animal está en malas condiciones al no ser posible movilizarlo será sacrificado en el ruedo. Esta reforma se da luego de ganar la pregunta ocho en la consulta popular del mes de mayo que textualmente indicaba «Con la finalidad de evitar la muerte de un animal por simple diversión, ¿Está usted de acuerdo en prohibir, en su respectiva jurisdicción cantonal, los espectáculos públicos donde se mate animales?». Pregunta que en la ciudad de Quito obtuvo los siguientes resultados: si (50,856), no (42,573), en blanco (2,304) y votos nulos (4,26).

## Ganaderías
La Feria de Quito cuenta con ganaderías de procedencia Juan Pedro Domecq, Jandilla y Baltazar Ibán. La mayoría tiene ganado pura sangre, entre ellas destacan Huagrahuasi, Vistahermosa, Mirafuente, Triana, Juan Bernardo Caicedo, y Peñas Blancas. En el año 2013 se pudo observar buenos ejemplares de las ganaderías Campo Bravo, La Viña y Santa Rita.

## Suspensión de la feria
El 15 de noviembre de 2012, la empresa CITOTUSA, encargada de organizar la feria, confirmó la suspensión de la Feria para el año 2012, alegando motivos de inseguridad jurídica dentro de Ecuador.
Sin embargo las verdaderas motivaciones para la suspensión de la feria taurina se exponen en el comunicado oficial de los Organizadores del Evento, Citotusa: debido al "desinterés de taurinos y aficionados frente a corridas en las que están prohibidas la muerte del toro en el ruedo", y porque se “ha delineado un panorama empresarial inviable que complica aún más que el año pasado la realización normal de la Feria”.
En pocas palabras y según el alcalde de Quito, Augusto Barrera "La suspensión de la feria taurina Jesús del Gran Poder se dio por motivos empresariales", es decir que la escasa venta de taquilla aniquiló la feria.

## Suspensión de la feria 2013
En 2013 la feria se realizó en la parroquia Tambillo del Cantón Mejía en la provincia de Pichincha, a 30 minutos al sur de Quito, en los días del sábado 30 de noviembre al viernes 6 de diciembre de 2013. Es importante recalcar, que la empresa que organizó ese año fue Condortrust, de propiedad del Sr. Galindo y no la empresa tradicional CITOTUSA. El resultado fue muy interesante pues se contó con la presencia de figuras como el Rejoneador Pablo Hermoso de Mendoza , y de nuevo se presentaron toreros mexicanos como Arturo Saldívar quien fue el triunfador de la Feria. En esta oportunidad se rompió un récord de trofeos pues se cortaron 23 orejas y un rabo, hecho que no se ve usualmente en este evento. Cabe destacar que se volvió a denominar a la Feria con su nombre original de Jesús del Gran Poder, el cual había sido ya dejado de lado hace algunos años. La Feria tuvo momentos destacables, entre ellos la receptividad de la zona de Tambillo al evento, pues constituyó una novedad, y el hecho de que en razón de la medida adoptada en la Plaza Monumental Quito, se importó una Plaza Portátil de origen Español para su realización. El evento despertó mucha expectativa ante la suspensión de la Feria en el año 2012, y dejó buena impresión entre los aficionados taurinos. Se planificaron 7 festejos, de 6 toros cada uno y 6 de ellos se desarrollaron en medio de un ambiente tenso dada la medida legal tomada por parte de uno de los Juzgados del Cantón Mejía en contra del evento. Día tras día la empresa se vio obligada a cumplir con una serie de requerimientos inusuales para evitar la suspensión de las corridas. Dicha empresa también, tuvo retrasos con los pagos cuadrillas y proveedores de la feria. Finalmente, el último día la empresa decidió suspenderla debido a la fuerte presión de Juzgado mencionado, además a la falta de interés del público que no llegó en los números esperados a las corridas de los días anteriores y para no seguir aumentando su deuda con sus proveedores. La feria tuvo muchos atrasos en las programaciones como consecuencia de los procesos mencionados y la empresa realizó algunos cambios sin importancia en los carteles pues se mantuvo a los protagonistas principales a pesar de las circunstancias..